# Sínodo dos Bispos
O Sínodo dos Bispos é uma instituição permanente do Colégio Episcopal da Igreja Católica. Foi o Papa Paulo VI quem o estabeleceu em 15 de setembro de 1965 em resposta ao desejo dos padres do Concílio Vaticano II de manter viva a experiência do Concílio. O documento com o qual o Sínodo foi instituído é a carta apostólica-Motu proprio Apostolica sollicitudo. É uma assembléia de representantes do episcopado católico que tem a tarefa de ajudar o Papa com seus conselhos no governo da Igreja universal.
É o órgão competente na preparação e implementação das Assembleias do Sínodo, bem como em outros assuntos que o Romano Pontífice desejará submeter a eles para o bem da Igreja universal.

## Secretários Gerais
|                | Nome                                 | Período     | Notas                                                              |
| Secretários    | Secretários                          | Secretários | Secretários                                                        |
| -------------- | ------------------------------------ | ----------- | ------------------------------------------------------------------ |
| 6º             | Mario Cardeal Grech                  | 2020-       | Atual                                                              |
| 5º             | Lorenzo Cardeal Baldisseri           | 2013-2020   | Secretário emérito                                                 |
| 4º             | Nikola Eterović                      | 2004-2013   | Nomeado Núncio apostólico na Alemanha                              |
| 3º             | Jan Pieter Cardeal Schotte, C.I.C.M. | 1985-2004   |                                                                    |
| 2º             | Jozef Cardeal Tomko                  | 1979-1985   | Nomeado Pró-prefeito da Congregação para a Evangelização dos Povos |
| 1º             | Władysław Cardeal Rubin              | 1967-1979   |                                                                    |
| Pró-secretário |                                      |             |                                                                    |
|                | Mario Grech                          | 2019-2020   |                                                                    |

## Subsecretários
|                | Nome                             | Período        | Notas                                                                             |
| Subsecretários | Subsecretários                   | Subsecretários | Subsecretários                                                                    |
| -------------- | -------------------------------- | -------------- | --------------------------------------------------------------------------------- |
| 5º             | Ir. Nathalie Becquart, XMCJ      | 2021-          | Atual                                                                             |
| 4º             | Luis Marín de San Martín, O.S.A. | 2021-          | Atual                                                                             |
| 3º             | Fabio Fabene                     | 2014-2021      | Nomeado Secretário da Congregação para as Causas dos Santos                       |
| 2º             | Mons. Fortunato Frezza           | 1997-2014      | Subsecretário emérito                                                             |
| 1º             | Edmond Youssef Farhat            | 1984-1989      | Nomeado Pró-Núncio apostólico na Argélia e Tunísia e Delegado apostólico na Líbia |

## Lista de sínodos dos bispos da Igreja católica
| Assembleias ordinárias          | Assembleias ordinárias | Assembleias ordinárias | Assembleias ordinárias                                                          |
| #                               | Data                   | Temas | Documento final                                                                 |
| ------------------------------- | ---------------------- | --- | ------------------------------------------------------------------------------- |
| 1.                              | 29/09 a 29/10/1967     | Revisão do CIC - Perigos e ateísmo Renovação do seminário - Casamentos mistos - Reforma litúrgica                                                                                      | Principia quae                                                                  |
| 2.                              | 30/09 a 29/11/1971     | O sacerdócio ministerial e a justiça no mundo. | Ultimizar temporibus (Sacerdócio Ministerial) Conveniente ex universo (Justiça) |
| 3.                              | 27/09 a 26/11/1974     | A Evangelização no mundo contemporâneo. | Evangelii nuntiandi 18/12/1975                                                  |
| 4.                              | 30/09 a 29/10/1977     | A catequese no nosso tempo. | Catechesi tradendae 16/10/1979                                                  |
| 5.                              | 26/09 a 25/10/1980     | A missão da família cristã no mundo de hoje. | Familiaris consortio 22/11/1981                                                 |
| 6.                              | 29/09 a 29/10/1983     | Penitência e reconciliação na missão da Igreja | Reconciliatio et paenitentia 2/12/1984                                          |
| 7.                              | 01/10 a 30/10/1987     | A vocação e missão dos leigos na Igreja e no mundo vinte anos após a celebração do Concílio Vaticano II.                                                                               | Christifideles laici 30/12/1988                                                 |
| 8.                              | 30/09 a 28/10/1990     | A formação de sacerdotes nas atuais circunstâncias. | Pastores dabo vobis 25/03/1992                                                  |
| 9.                              | 02/10 a 29/10/1994     | A vida consagrada e a sua missão na Igreja e no mundo. | Vita consecrata 25/03/1996                                                      |
| 10.                             | 30/09 a 27/10/2001     | O Bispo: servo do Evangelho de Jesus Cristo para a esperança do mundo. | Pastores gregis 16/10/2003                                                      |
| 11.                             | 20/10 a 23/10/2005     | A Eucaristia: fonte e cume da vida e missão da Igreja. | Sacramentum caritatis 22/02/2007                                                |
| 12.                             | 05/10 a 26/10/2008     | A Palavra de Deus na vida e missão da Igreja. | Verbum Domini 30/09/2010                                                        |
| 13.                             | 07/10 a 28/10/2012     | A nova evangelização para a transmissão da fé cristã. | Evangelium Gaudium 24/11/2013                                                   |
| 14.                             | 04/10 a 25/10/2015     | A vocação e a missão da família na Igreja e no mundo contemporâneo. | Amoris laetitia 19/03/2016                                                      |
| 15.                             | 03/10 a 28/10/2018     | Os jovens, a fé e o discernimento vocacional. | Não teve documento papal                                                        |
| 16.                             | 02 a 27/10/2024        | Por uma Igreja sinodal: comunhão, participação e missão |                                                                                 |
| Assembleias extraordinárias     |                        | |                                                                                 |
| 1.                              | 11/10 a 28/10/1969     | A cooperação entre a Santa Sé e as Conferências Episcopais. | Prima di concludere.                                                            |
| 2.                              | 25/11 a 08/12/1985     | 20º aniversário das conclusões do Concílio Vaticano II. | Ecclesia sub Verbo Dei mysteria Christi celebrans pro salute mundi.             |
| 3.                              | 05/10 a 19/10/2014     | Os desafios pastorais da família no contexto da evangelização. | Não houve documento final.                                                      |
| Assembleias especiais do sínodo |                        | |                                                                                 |
| 1.                              | 14 a 31/1980           | Sínodo Especial para os Países Baixos. |                                                                                 |
| 2.                              | 28/11 a 14/12/1991     | Primeira Assembleia Especial para a Europa. Tema: Somos testemunhas de Cristo que nos libertou.                                                                                        | Tertio millennio iam 13/12/1991                                                 |
| 3.                              | 10/04 a 08/05/1994     | Primeira Assembleia Especial para África. Tema: A Igreja em África e a sua missão evangelizadora para o ano 2000: "Vós sereis minhas testemunhas" (Actos 1, 8).                        | Ecclesia em África 14/09/1995                                                   |
| 4.                              | 26/11 a 14/12/1995     | Assembleia Especial para o Líbano. Tema: Cristo é a nossa esperança: renovados pelo seu espírito, em solidariedade somos testemunhas do seu amor.                                      | Nova esperança para o Líbano 10/05/1997                                         |
| 5.                              | 12/11 a 11/12/1997     | Assembleia Especial para a América. Tema: Encontro com Jesus Cristo vivo, uma causa de conversão, comunhão e solidariedade na América.                                                 | Ecclesia na América 22/01/1999                                                  |
| 6.                              | 19/04 a 14/05/1998     | ssembleia Especial para a Ásia. Tema: Jesus Cristo Salvador, e a sua missão de amor e serviço na Ásia: "Eu vim para que tenham vida e a tenham mais abundantemente" (Jo 10, 10).       | Ecclesia na Asia 6/11/1999                                                      |
| 7.                              | 22/11 a 12/12/1998     | Assembleia Especial para a Oceânia. Tema: Jesus Cristo e os povos da Oceânia: seguir o seu caminho, proclamar a sua verdade e viver a sua vida.                                        | Ecclesia in Oceania 22/11/2001                                                  |
| 8.                              | 1 a 23/10 1999         | Segunda Assembleia Especial para a Europa. Tema: Jesus Cristo a viver na sua Igreja, fonte de esperança para a Europa.                                                                 | Ecclesia in Europa 28/06/2003                                                   |
| 9.                              | 04 a 25/10 2009        | Segunda Assembleia Especial para África. Tema: A Igreja em África ao serviço da reconciliação, da justiça e da paz.                                                                    | Africae Munus 9/11/2011                                                         |
| 10.                             | 10 a 24/10 2010        | Assembleia Especial para o Médio Oriente. Tema: A Igreja Católica no Médio Oriente: comunhão e testemunho. "A multidão dos que acreditavam eram de um só coração e alma" (Atos 4, 32). | Ecclesia no Médio Oriente 14/09/2012                                            |
| 11.                             | 06 a 27/10 2010        | Sínodo Especial da Pan-Amazônia | Não houve documento Papal                                                       |